# Nichols (Nueva York)
Nichols es un pueblo ubicado en el condado de Tioga en el estado estadounidense de Nueva York. En el año 2000 tenía una población de 2,584 habitantes y una densidad poblacional de 29.6 personas por km².

## Geografía
Nichols se encuentra ubicado en las coordenadas 42°01′20″N 76°22′13″O / 42.02222, -76.37028.

## Demografía
Según la Oficina del Censo en 2000 los ingresos medios por hogar en la localidad eran de $37,372, y los ingresos medios por familia eran $38,558. Los hombres tenían unos ingresos medios de $30,824 frente a los $22,375 para las mujeres. La renta per cápita para la localidad era de $15,728. Alrededor del 13.6% de la población estaban por debajo del umbral de pobreza.